# Michelotto
Michelotto est un préparateur et un constructeur automobile existant depuis 1969 à Padoue (Italie). En tant que préparateur, il est associé au constructeur Ferrari. L'entreprise s'occupe également de la restauration de certaines voitures de course produites par Ferrari.

## Histoire
L'entreprise a été créée en 1969 à Padoue.
En 1973, l'entreprise prépare la Lancia Stratos pour le Championnat d'Italie des rallyes.
Avec Ferrari, Michelotto prépare près de quinze Ferrari 365 GTB/4 Daytona pour l'endurance. La voiture remporte trois victoires de catégorie consécutivement aux 24 Heures du Mans en 1972, 1973 et 1974. La 365 GTB/4 termine également deuxième des 24 Heures de Daytona 1979 et remporte le Tour de France automobile 1972.
En 1992, Michelotto prépare une Ferrari F40 dénommé Ferrari F40 GTE by Michelotto.
En décembre 2016, le châssis 006 de la Ferrari 333 SP est restaurée dans les ateliers de l'entreprise.
En janvier 2017, Michelotto effectue des essais (organisé par Michelin) sur le circuit d'Abou Dabi avec une Ferrari 488 GTE pilotée par Davide Rigon et James Calado, en préparation au Championnat du monde d'endurance FIA.
En octobre 2017, à l'occasion d'une manifestation pour des collectionneurs, près de trente Ferrari conçu et préparée par Michelotto prennent la piste à Misano.